# Raposa
Raposa – miasto i gmina w Brazylii leżące w stanie Maranhão. Gmina zajmuje powierzchnię 66,280 km². Według danych szacunkowych w 2016 roku miasto liczyło 30 304 mieszkańców. Położone jest w północnej części wyspy Upaon-Açu, około 25 km na północny zachód od stolicy stanu, miasta São Luís, oraz około 1800 km na północ od Brasílii, stolicy kraju. 
W 2014 roku wśród mieszkańców gminy PKB per capita wynosił 6871,08 reais brazylijskich.